# Rocco Buttiglione
Rocco Buttiglione (Gallipoli, 6 de junho de 1948) é um político italiano, presidente da União dos Democratas-Cristãos e Democratas de Centro (UDC).
Desde 6 de maio de 2008 é vice-presidente da Câmara dos Deputados da Itália.

## Obras
- Dialettica e nostalgia. La Scuola di Francoforte e l'ultimo Horkheimer, Jaca Book, 1978
- La crisi dell'economia marxista. Gli inizi della Scuola di Francoforte, Studium, 1979
- Giustizia e politica tra prima e seconda Repubblica (com Mario Luzi), Seam, 1998